# GAZ M-20 Pobeda
El GAZ M-20 Pobeda (del ruso: ГАЗ М-20 "Победа") es el primer coche de posguerra producido por la empresa soviética (ahora rusa) GAZ. Fue el primer turismo soviético que contaba con una carrocería monocasco y uno de los primeros del mundo producido en serie con una estructura de estilo pontón -sin aletas que sobresalieran- y sin otra clase de decoraciones tanto en sus faros, con unas características rudimentarias de sus acabados toscos y muy apresurados.

## Historia
El 28 de junio de 1946 inicia la producción en masa de la nueva serie de automóviles "GAZ M-20 Pobeda" (que se traduce como "Victoria"). Su producción total llegó a los 235.999 vehículos, entre los que se incluyen 14.222 coches descapotables y 37.492 vehículos usados como taxis. La propaganda comunista soviética mencionaba que la silueta del coche está tallada en la lápida de su diseñador, Andrei A. Liphart (1898-1980), pese a que el vehículo es una copia del Opel Kapitan, cuya planta fue confiscada por los soviéticos en la Alemania del este ocupada.

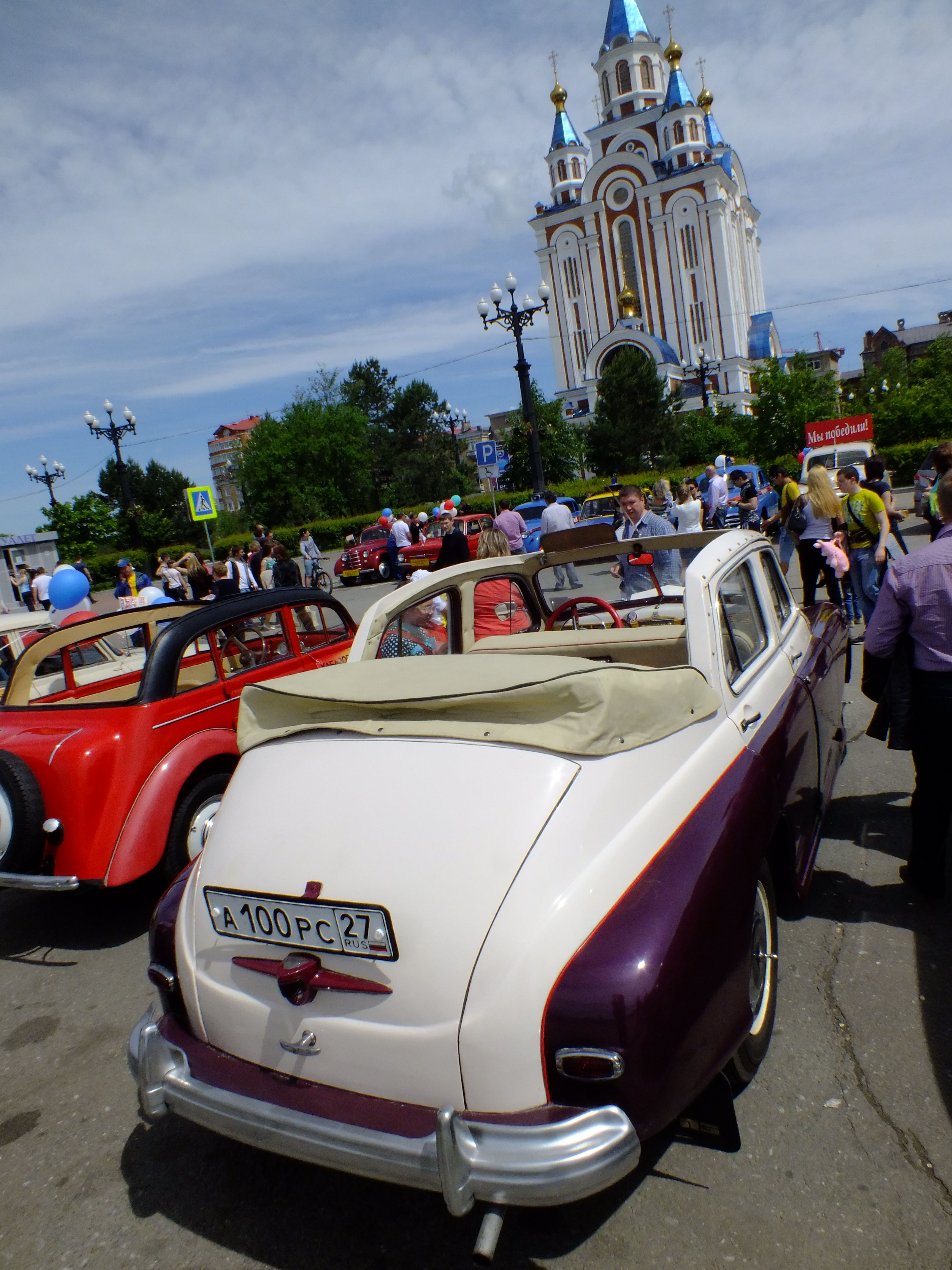
GAZ M-20 con carrocería semi-descapotable de 4 puertas.

Entre los años 1949-1953 se fabricaron 14.222 GAZ M-20 con carrocería descapotable de 4 puertas (del tipo cabriolet), pero sus ventas eran pobres y la GAZ nunca retomó la producción en masa de un convertible como éste.
De 1955 a 1957, varios miles de estos coches fueron construidos con un sistema de tracción en las cuatro ruedas, el cual venía adaptado del contemporáneo GAZ-69, un vehículo militar soviético concebido para transitar en terrenos escarpados o carreteras sin asfaltar, la versión sería designada como "GAZ-M-72". Hay referencias rusas que le dan el crédito a éstos coches como el de ser posiblemente el primer vehículo de tipo off-road con un cuerpo y acabados de lujo, todo junto en una carrocería cerrada.

## Características

### Motor
El GAZ M-20 Pobeda tiene un motor L4 de válvulas laterales de 2,1 l, que produce unos 50 caballos de vapor (37 kW), alcanzando una velocidad máxima de 105 kilómetros (65 mi)/h.

### Suspensión

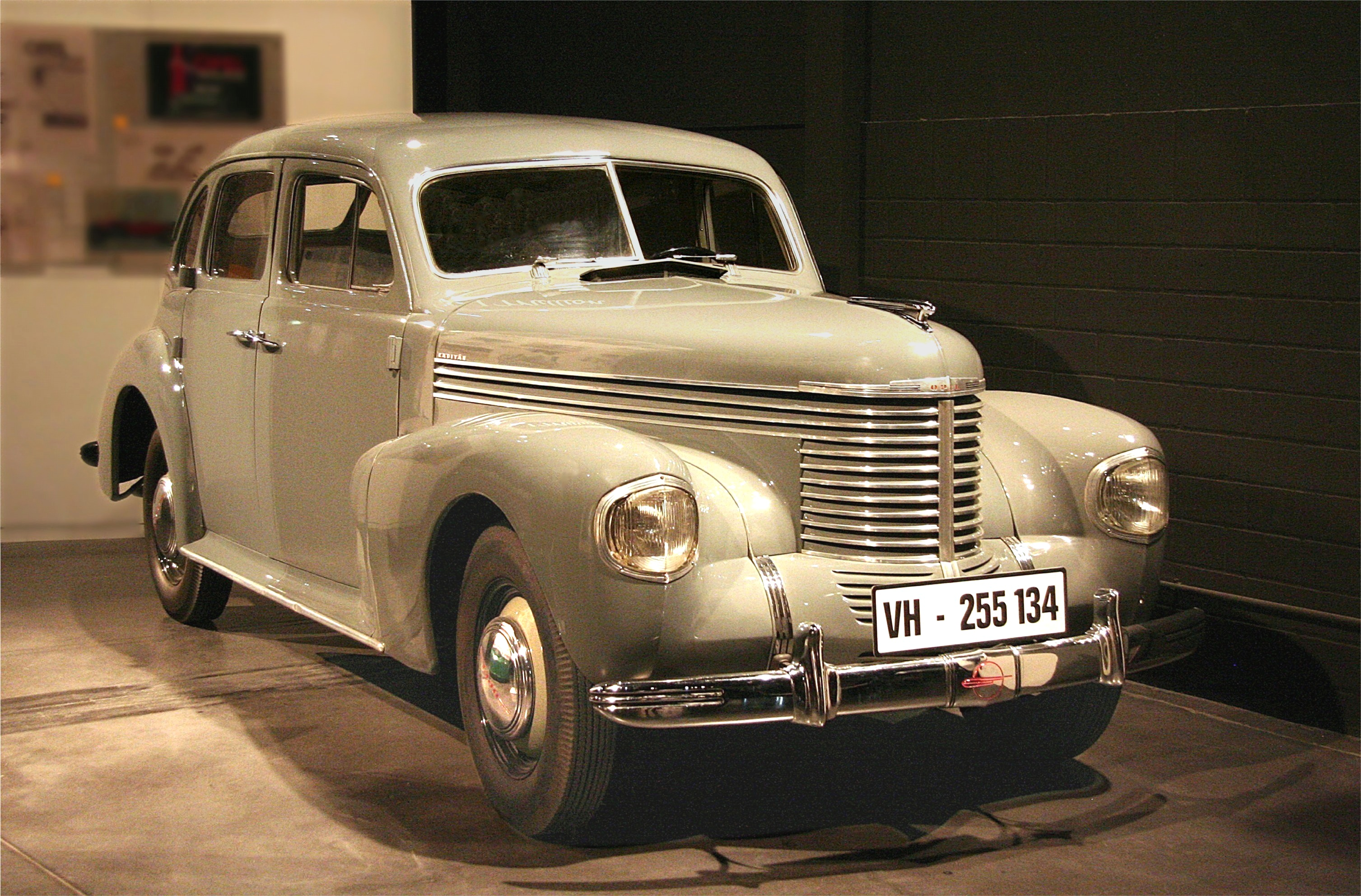
El Opel Kapitan donó muchos de los componentes presentes en el GAZ M-20 Pobeda.

La suspensión delantera del GAZ M-20 Pobeda se basa en la unidad frontal del "Opel Kapitan", sin tener cambios mayores con respecto a la versión original, y solamente se trataba de mejoras y simplificación en el diseño de las tecnologías tomadas del coche alemán en el que se basó este elemento. Los amortiguadores van en los brazos de la dirección, y los casquillos de sus cabezas son roscados. Algunas otras piezas de la suspensión son intercambiables, mientras que en la construcción del conjunto de suspensión el caso es muy diferente, no pudiéndose intercambiar sus partes.
La suspensión trasera se hizo de acuerdo con el esquema tradicional de los años 40 (tomados de la serie del Hotchkiss B) -con muelles longitudinales y la transmisión que le hacía de eje rígido- a diferencia del sistema arcaico para un eje trasero -el que consistía de una barra de torsión- el tope de la suspensión era el alojamiento de la transmisión, que tenía un refuerzo en bronce para tolerar su desgaste por el roce, y aparte la junta del cardan era elaborada en el mismo material, para que tuviese una vida útil prolongada, lo que es característico de la serie de coches "GAZ-Emka" y la primera serie de posguerra de los "Ford 48 (1935)" (hasta 1948 inclusive). Los amortiguadores, así como la dirección , eran de accionamiento hidráulico.

### Transmisión
La caja de velocidades era en las versiones iniciales de tres marchas, y fue originalmente diseñada sobre la base de la caja de marchas del GAZ M-1, y no dispone de sincronizadores, esta función la cumplen en parte los "ejes de las articulaciones de la piñonería", y la palanca está situada en el suelo. A principios de la década de los 1950 incorpora una caja de velocidades de la ZIM sincronizada, especialmente en los coches de segunda y tercera generación del GAZ M-20 Pobeda.

### Frenos
El sistema de frenos del GAZ M-20 Pobeda fue por primera vez, de tipo hidráulico, sin servofreno. Los frenos son de tambor, con un cilindro hidráulico para cada tambor y lo que estaba justo después en estos conjuntos eran las bandas de freno para las campanas.
Las ruedas eran inusualmente grandes para ese auto y tenían un ancho fuera de lo común para un coche ruso, y los tambores eran prensados y sin perforaciones, las llantas llevaban cinco tornillos, los cuales fueron unidos a los brazos de la suspensión a través de tuercas de 5x5 (1/2"), es decir de 5x139,7 mm (en el sistema de medidas de EUA), lo cual impedía el ser intercambiado con los de coches estadounidenses y ni siquiera con otros modelos de la firma GAZ.

### Sistema eléctrico
El sistema eléctrico del GAZ M-20 Pobeda es de 12 voltios, una novedad en aquel entonces. La gama de equipos eléctricos, en comparación con los modelos anteriores de la GAZ aumentó considerablemente.

### Innovaciones
El GAZ M-20 Pobeda fue el primer automóvil soviético en poseer las relativamente nuevas "luces de giro", aparte de dos brazos limpiaparabrisas eléctricos, un calefactor eléctrico y una radio AM incorporados en todas sus versiones, algo muy sofisticado para un coche popular. El coche llegó a ser un símbolo de la vida soviética después de la guerra y hoy es una pieza de colección popular. Un total de 235.997 Pobedas se produjeron incluyendo 14.220 descapotables.
Por primera vez en la red de concesionarios de la GAZ se podía ofrecer un de vehículo de esta clase y con equipos de esta factura; raros en un automóvil ruso, tales como un calefactor de interiores de serie (a partir de la segunda serie de producción), junto con un sistema de aire acondicionado que se le acopló a un ventilador situado justo debajo del parabrisas . El tablero de instrumentos de serie era muy rústico según sus propietarios, haciendo que el reparto del aire salido del conjunto calefactor se redujera en gran medida, y más en una temporada crítica como el invierno ruso, provocando que el anormal acaloramiento dentro del habitáculo no pueda ser refrescado por el sistema de aire acondicionado de manera eficaz.

## Galería de imágenes

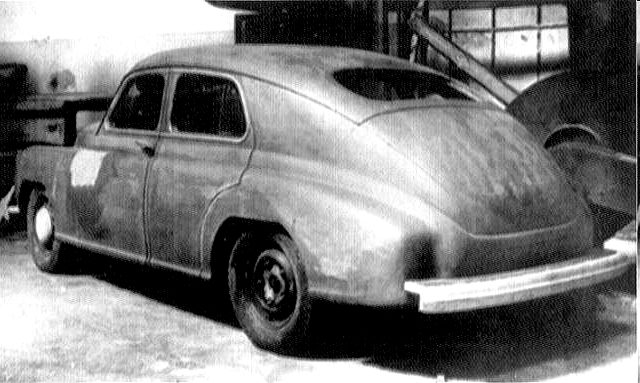
Modelo de estudio del GAZ M-20 Pobeda en arcilla, 1943.
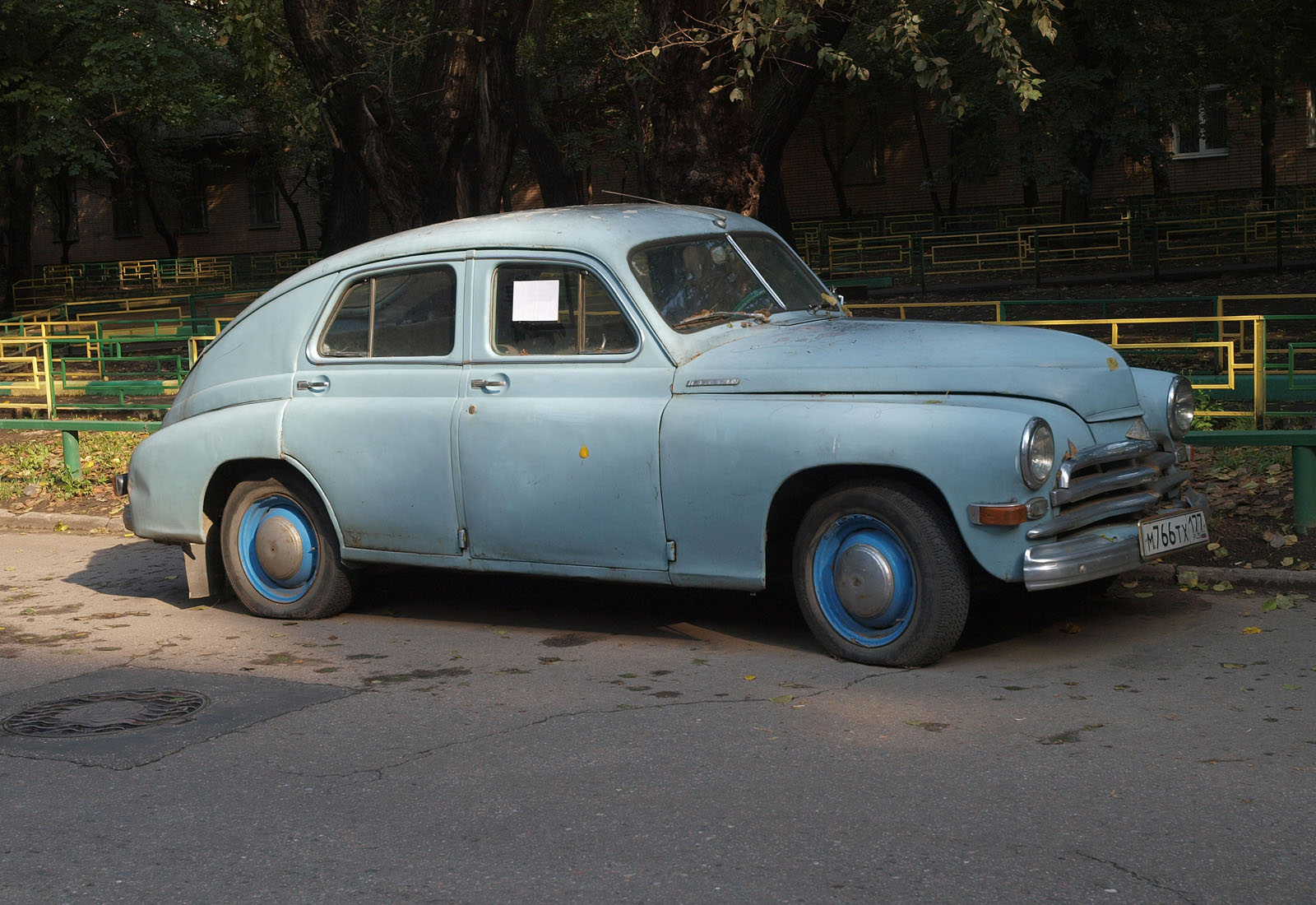
Vista lateral de un GAZ M-20 Pobeda, en desuso.
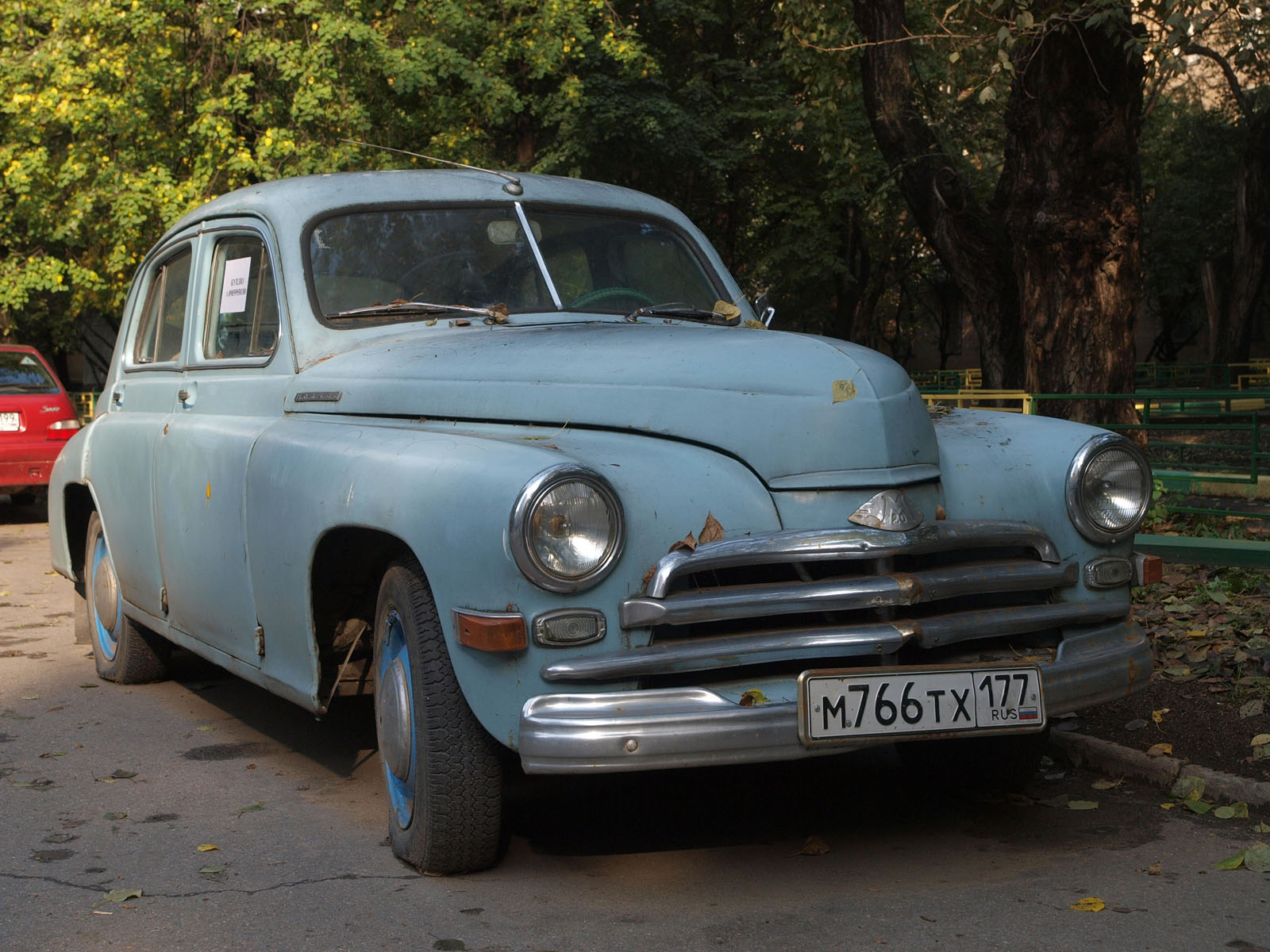
Vista frontal/lateral de un GAZ M-20 Pobeda, en desuso.
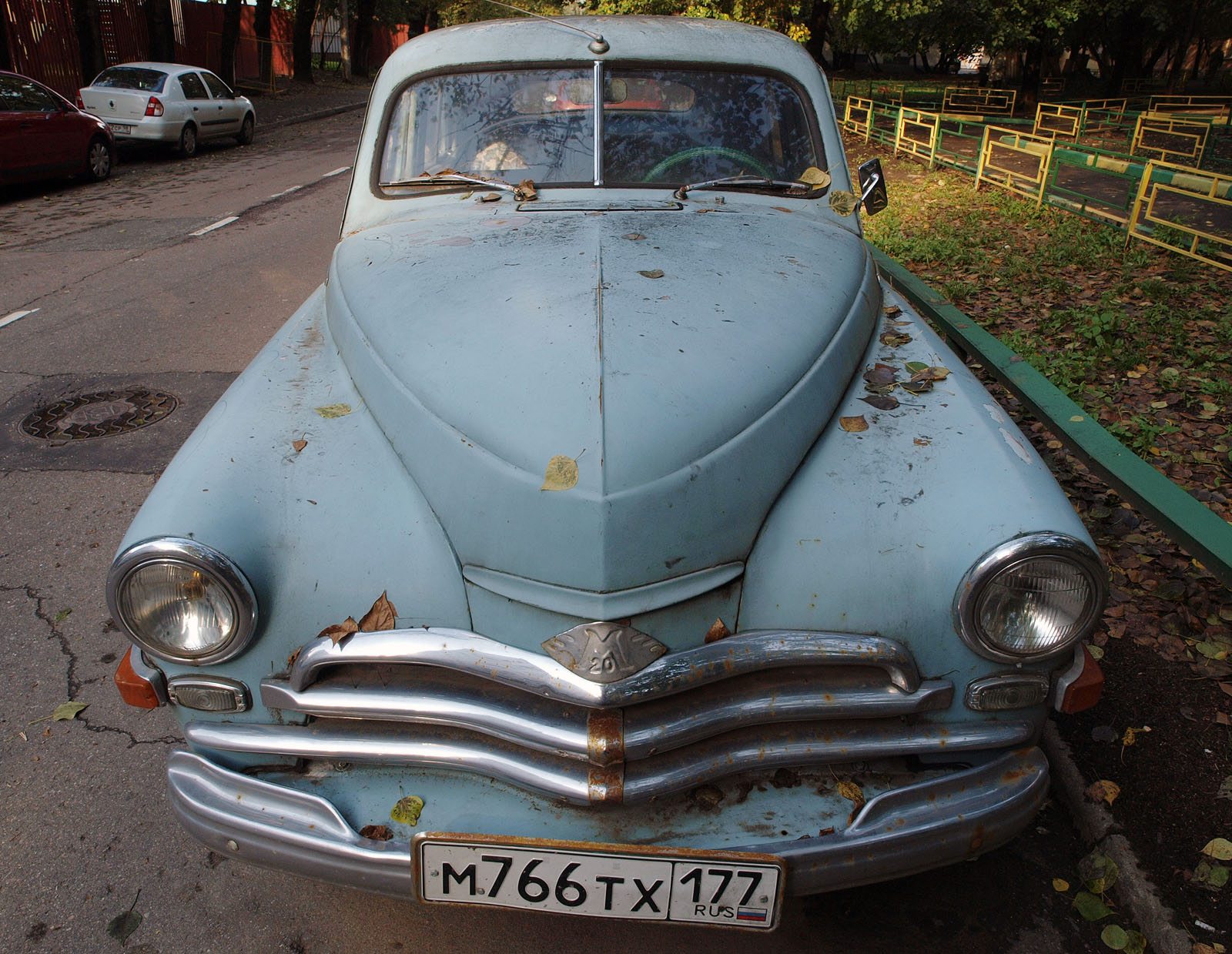
Vista frontal de un GAZ M-20 Pobeda, en desuso.
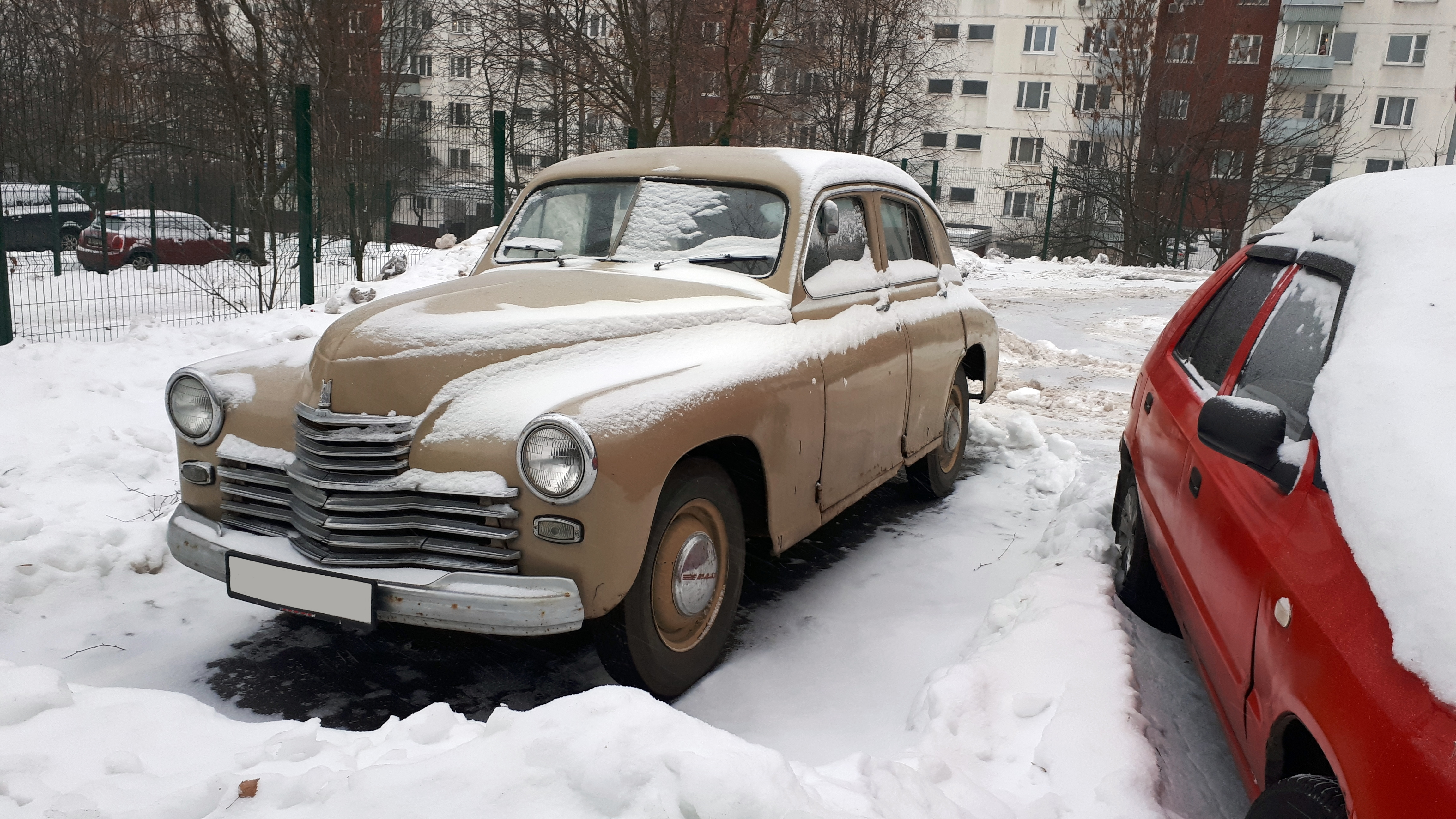